# Dystrykt Multan
Multan (urdu: ضِلع مُلتان) – dystrykt w Pakistanie, położony w prowincji Pendżab. Siedzibą administracyjną dystryktu jest Multan.

## Demografia
Większość mieszkańców posługuje się językiem Saraiki.
| Rok  | Liczba ludności |
| ---- | --------------- |
| 1972 | 1 506 223       |
| 1981 | 1 970 075       |
| 1998 | 3 116 851       |
| 2017 | 4 745 109       |